# Tiying Gading
Tiying Gading is een bestuurslaag in het regentschap Tabanan van de provincie Bali, Indonesië. Tiying Gading telt 1807 inwoners (volkstelling 2010).